# Dries Devenyns
Dries Devenyns (født 22. juli 1983) er en belgisk forhenværende professionel landevejsrytter og nu sportsdirektør på Soudal Quick-Step.